# بلانيت مون ستوديوز
بلانيت مون ستوديوز (بالإنجليزية: Planet Moon Studios)‏، هي شركة أمريكية كانت تنتج ألعاب الفيديو، أسست سنة 1997، وأعلنت إفلاسها سنة 2011، أنتجت عدة ألعاب ومنها لعبة غاينتس: سيتزن كابوتو.

## المواقع الخارجية
- Planet Moon Studios official website نسخة محفوظة 21 فبراير 2009 على موقع واي باك مشين.
- Planet Moon Studios profile on MobyGames